# Victoria Justice
Victoria Dawn Justice, född den 19 februari 1993 i Hollywood i Florida, är en amerikansk skådespelerska och sångerska. Hon är känd i rollen som Lola Martinez i TV-serien Zoey 101 och som Tori Vega i Victorious, men hon har även medverkat i olika TV-serier på Disney Channel, som till exempel Zack och Codys ljuva hotelliv. Hon har även medverkat i Nickelodeons iCarly som den kvinnliga MMA-mästaren Shelby Marx.

## Karriär
Victoria Justice gör huvudrollen i Nickelodeon's TV-serie Victorious. Hon spelar sångerskan Tori Vega, en stjärna i vardande, som studerar vid det fiktiva musikgymnasiet Hollywood Arts High School. Justice sjunger flertalet låtar, inklusive soundtracket till serien.
Justice är främst förknippad med Nickelodeonproducerade serier och filmer, bland annat Pingvinerna från Madagaskar (röst), True Jackson, iCarly och The Boy Who Cried Werewolf. Hon gjorde ett cameoframträdande under ett alla hjärtans dag-avsnitt i serien The Troop. Som 10-åring medverkade hon i serien Gilmore Girls och hon är med i Zoey 101 som Lola Martinez.

## Film
- Mary (2005)
- When Do We Eat? (2005)
- The Garden (2006)
- Unknown (2006)
- The Kings of Appletown (2008)
- The First Time (2012)
- Fun Size (2012)
- Jungle Master (2013)
- Snow White and the Seven Thugs (2014)
- Naomi and Ely's No Kiss List (2015)
- Get Squirrely (2015)
- The Outskirts (2017)
- Afterlife of the Party (2021)

## Television
- Gilmore Girls (2003)
- The Suite Life of Zack & Cody (2005)
- Zoey 101 (2005–2008)
- Silver Bells (2005)
- Everwood (2006)
- The Naked Brothers Band (2009)
- Spectacular! (2009)
- iCarly (2009–2011)
- The Troop (2010)
- The Boy Who Cried Werewolf (2010)
- Victorious (2010–2013)
- The Penguins of Madagascar (2010–2015)
- Big Time Rush (2013)
- Eye Candy (2015)
- Undateable (2015)
- Cooper Barrett's Guide to Surviving Life (2016)
- The Rocky Horror Picture Show: Let's Do the Time Warp Again (2016)
- Man with a Plan (2017)
- Robot Chicken (2018)
- 2025 – Suits LA (TV-serie)

## Diskografi

### Studioalbum
- Spectacular! (2009)
- Victorious (2011)

### Singlar
- "Make It Shine" (2010)
- "You're the reason" (2010)
- "Freak the Freak Out" (2010)
- "Beggin' on Your Knees" (2011)
- "Best Friend's Brother" (2011)
- "I Want You Back" (2011)
- "All I Want Is Everything" (2011)
- "Make it in America" (2012)
- "Girl up" (2013)
- "Gold" (2013)
- "Shake" (2013)